# Брештановці
Брештановці (хорв. Breštanovci) — населений пункт у Хорватії, у Вировитицько-Подравській жупанії у складі громади Црнаць.

## Населення
Населення за даними перепису 2011 року становило 153 осіб.
Динаміка чисельності населення поселення:

## Клімат
Середня річна температура становить 11,23 °C, середня максимальна – 25,59 °C, а середня мінімальна – -5,88 °C. Середня річна кількість опадів – 692 мм.
| Клімат поселення                              | Клімат поселення | Клімат поселення | Клімат поселення | Клімат поселення | Клімат поселення | Клімат поселення | Клімат поселення | Клімат поселення | Клімат поселення | Клімат поселення | Клімат поселення | Клімат поселення | Клімат поселення |
| Показник                                      | Січ.             | Лют.             | Бер.             | Квіт.            | Трав.            | Черв.            | Лип.             | Серп.            | Вер.             | Жовт.            | Лист.            | Груд.            |                  |
| Середній максимум, °C                         | 5,80             | 8,03             | 12,56            | 17,24            | 22,63            | 25,59            | 25,17            | 24,65            | 20,31            | 14,97            | 9,23             | 5,10             |                  |
| Середня температура, °C                       | −0,04            | 2,20             | 6,74             | 11,40            | 16,79            | 19,76            | 21,57            | 21,07            | 16,70            | 11,40            | 5,64             | 1,50             |                  |
| Середній мінімум, °C                          | −5,88            | −3,64            | 0,90             | 5,56             | 10,96            | 13,91            | 18,00            | 17,47            | 13,14            | 7,81             | 2,07             | −2,06            |                  |
| Норма опадів, мм                              | 42               | 39               | 41               | 54               | 66               | 87               | 63               | 64               | 55               | 59               | 69               | 53               |                  |
| Середньомісячна швидкість вітру, м/с          | 2.23             | 2.50             | 2.80             | 2.70             | 2.40             | 2.20             | 2.13             | 1.95             | 1.97             | 2.00             | 2.20             | 2.30             |                  |
| Середньомісячна сонячна радіація, кДж/м²·день | 4138             | 6857             | 10769            | 15298            | 19369            | 21494            | 22311            | 20049            | 14740            | 9146             | 4640             | 3478             |                  |
| --------------------------------------------- | ---------------- | ---------------- | ---------------- | ---------------- | ---------------- | ---------------- | ---------------- | ---------------- | ---------------- | ---------------- | ---------------- | ---------------- | ---------------- |
| Джерело:                                      |                  |                  |                  |                  |                  |                  |                  |                  |                  |                  |                  |                  |                  |